# Apophylia ciliaticornis
Apophylia ciliaticornis es un insecto coleóptero de la familia Chrysomelidae.
Fue descrita científicamente por primera vez en 1931 por Pic.